# Jirō Kawamura
Jirō Kawamura (japanisch 川村 二郎, Kawamura Jirō; * 28. Januar 1928 in der Präfektur Aichi; † 7. Februar 2008) war ein japanischer Übersetzer, Literaturwissenschaftler und -kritiker.

## Leben und Werk
Jirō Kawamura studierte deutsche Literatur an der Universität Tokio und trat zunächst als Essayist und Übersetzer moderner deutscher Werke hervor. Er unterrichtete bis zu seiner Emeritierung an der Präfekturuniversität Tokio. 
In seinem Werk „Ginga to jikoku“ (銀河と地獄) – „Milchstraße und Hölle“ (1973) untersuchte er die Fantasie-basierten Erzählungen von Autoren wie Izumi Kyōka und Kōda Rohan auf die bildnerischen Kräfte der Illusion. Für seine Schriften wurde er u. a. mit dem Yomiuri-Literaturpreis (1983 für  Uchida Hyakken ron) und dem Itō-Sei-Literaturpreis (1992 für Aregori no orimono) ausgezeichnet.